# يوسف عيسى (مؤلف)
يوسف عيسى (11 يناير 1914 - 11 يناير 1974)، مخرج وكاتب سيناريو مصري.

## عن حياته
بدأ عمله ناقدا في جريدة الأهرام ثم سافر إلى الولايات المتحدة لدراسة علم النفس، وبدأ كتابة السيناريو بأول أفلامه شاطئ الغرام عام 1950، بالاشتراك مع علي الزرقاني، ومن أفلامه حياتي أنت عام 1952، وموعد مع الحياة عام 1953، ومغامرات إسماعيل يس وارحم دموعي عام 1954، وشاطئ الأسرار عام 1958، وسر امرأة ونهر الحب عام 1960 بالاشتراك مع عز الدين ذو الفقار، ومن غير معياد والباب المفتوح عام 1963، ليلة الزفاف عام 1966، أفراح عام 1968 بالاشتراك مع محمد مصطفى سامي - وحب وكبرياء عام 1972 بالاشتراك مع محمد مصطفى سامي، سافر إلى لبنان عام 1960 وأخرج عدد من الأفلام منها اللص الظريف عام 1968، ثم تنقل بين لبنان ومصر من حيت كتابة السيناريو والحوار للعديد من الأفلام، توفي يوم 11 يناير سنة 1974 إثر أزمة قلبية.

## أعماله

### تأليف
- 1950: شاطئ الغرام
- 1950: معلش يا زهر
- 1950: أمير الانتقام
- 1951: ورد الغرام
- 1952: من القلب للقلب
- 1952: لحن الخلود
- 1952: حياتي إنت
- 1952: أنا وحدي
- 1952: آمال
- 1952: الهوا مالوش دوا
- 1953: موعد مع الحياة
- 1953: قلبي على ولدي
- 1953: ظلموني الحبايب
- 1953: حكم الزمان
- 1953: حب في الظلام
- 1954: موعد مع السعادة
- 1954: مغامرات إسماعيل يس
- 1954: رسالة غرام
- 1954: الملاك الظالم
- 1954: ارحم دموعي
- 1955: قصة حبي
- 1956: موعد غرام
- 1956: عيون سهرانة
- 1956: بنات اليوم
- 1957: علموني الحب
- 1958: شاطئ الأسرار
- 1958: حتى نلتقي
- 1959: موعد مع المجهول
- 1959: حب حتى العبادة
- 1960: نهر الحب
- 1960: لحن السعادة
- 1960: سر امرأة
- 1961: في بيتنا رجل
- 1961: شاطئ الحب
- 1961: أعز الحبايب
- 1962: يوم بلا غد
- 1962: من غير ميعاد
- 1962: سلاسل من حرير
- 1963: الباب المفتوح
- 1964: أمير الدهاء
- 1964: العمر أيام
- 1964: اعترافات زوج
- 1965: ليلة الزفاف
- 1968: أين حبي
- 1968: أفراح
- 1970: اللص الظريف
- 1971: سيدة الأقمار السوداء
- 1972: حب وكبرياء
- 1973: مسك وعنبر
- 1975: مراتي مليونيرة
- 1977: شاطئ الحب
- 1978: شيطان الجزيرة

### إخراج
- 1964: العمر أيام
- 1970: اللص الظريف

### ملاحظ سيناريو
- 1950: آخر كدبة
- 1951: في الهوا سوا
- 1952: ما تقولش لحد